# Edvard August Vainio
Edvard August Vainio (ur. 5 sierpnia 1853 w Pieksämäki, zm. 14 maja 1929 w Turku) – fiński lichenolog. Jego prace na temat flory roślin kryptogamicznych Laponii i trzytomowa monografia rodzaju Cladonia, a zwłaszcza jego badanie klasyfikacji i morfologii porostów Brazylii sprawiły, że Vainio stał się znany w naukowym świecie.

## Życiorys
Początkowo pracował jako nauczyciel. W 1880 r. będąc jednocześnie nauczycielem, został wykładowcą botaniki na Uniwersytecie Helsińskim. Stypendia uniwersytetu umożliwiły mu podróże i studia za granicą. W 1882 r. odwiedził Rostock, Berlin i Sankt Petersburg, a w latach 1884–1885 Moskwę, Wiedeń, Genewę, Paryż i Londyn. W pierwszej połowie 1885 r. odbył wyprawę botaniczną do Brazylii i zbierał porosty w okolicach Rio de Janeiro oraz w prowincji Minas Gerais.
Vainio był fińskim nacjonalistą. Boleśnie przeżywał przegraną w konkursie na profesurę botaniki na Uniwersytecie Helsińskim. W 1891 r., ku konsternacji rodaków przyjął stanowisko cenzora helsińskiej prasy. Gdy po 1899 r. w Finlandii nasilono działania rusyfikacyjne, Vainio stał się praktycznie wyrzutkiem społecznym. Wraz z wyzwoleniem Finlandii w 1917 roku cenzura prasy została zniesiona, a Vainio znalazł się bez nominacji i emerytury. Ograniczony do utrzymania się ze skromnych oszczędności w nędznym mieszkaniu, przeniósł swój mikroskop i bibliotekę z prywatnych pokoi do Instytutu Botanicznego Uniwersytetu Helsińskiego i tu pracował nad zagranicznymi i fińskimi okazami porostów. Jego sytuacja finansowa poprawiła się dopiero w 1919 r., gdy zakupiono jego zielnik i bibliotekę dla nowego Uniwersytetu w Turku. Vainio otrzymał stypendium na uporządkowanie dziesiątek tysięcy egzemplarzy zielnika, w tym 7000 okazów roślin naczyniowych, głównie z Brazylii. Od 1922 roku aż do śmierci za niewielką pensją pracował w Turku jako adiunkt i kustosz zielnika roślin zarodnikowych. Mieszkał sam, z dala od rodziny, gdyż trudne warunki materialne uniemożliwiły mu ściągnięcie jej do Helsinek.

## Praca naukowa
Już w młodym wieku osiągnął dużą wiedzę na temat lokalnej flory roślin zarodnikowych i opanował techniki ich zbierania i identyfikacji. Latem 1873 i 1874 r. zebrał 472 różne gatunki porostów w środkowej Finlandii oraz kolejne 324 gatunki podczas wycieczek wiosną 1875 r. Wyniki swoich badań tych porostów opublikował w języku fińskim. Po wyprawie do Brazylii opublikował w dwóch tomach monografię rodzaju Cladonia oraz Etude sur la Classification naturelle et la morphologie des lichens de Brésil, I-II. Te prace dały mu reputację wybitnego eksperta od porostów tropikalnych. W 1888 r. opublikował także popularne sprawozdanie ze swoich brazylijskich podróży, Matkustus Brasiliassa. Kurausluonosta ja Kansoista Brasiliassa (Podróże po Brazylii. Przyroda i ludzie w Brazylii). Jego późniejsze publikacje były wynikiem pracy nad porostami otrzymanymi od kolekcjonerów w wielu częściach świata. W ciągu ostatnich 11 lat swojego życia większość energii poświęcił florze własnego kraju. Napisał Lichenographia Jennica, której ostatni tom w chwili śmierci był niedokończony.
W sumie opisał około 1700 nowych gatunków, a także wiele nowych rodzajów. W naukowych nazwach utworzonych przez niego taksonów dodawany jest skrót jego nazwiska Vain.